# Aulagromyza fraxinivora
Aulagromyza fraxinivora är en tvåvingeart som först beskrevs av Mitsuhiro Sasakawa 1961.  Aulagromyza fraxinivora ingår i släktet Aulagromyza och familjen minerarflugor. Inga underarter finns listade i Catalogue of Life.